# Sakaba
Sakaba è una città della Repubblica Federale della Nigeria appartenente allo Stato di Kebbi. È capoluogo dell'omonima area a governo locale (local government area) che si estende su una superficie di 1.260 km² e conta una popolazione di 89.937 abitanti.